# Pieris brassicae
A borboleta branca da couve (Pieris brassicae) é um insecto da família Pieridae.

## Distribuição
A borboleta branca da couve é bastante comum em toda a Europa, especialmente no sul e aparecendo em menor número no norte, não ultrapassando os 62º de latitude norte. Pode ser encontrada também no Norte de África e Ásia, estendendo-se até aos Himalaias onde pode habitar a altitudes de 1800 metros e até mesmo 2000 metros. Prefere zonas cultivadas, com abundância de brássicas, parques e jardins.
É um poderoso voador, sendo a população britânica reforçada na maioria dos anos por indivíduos que migram do continente europeu.

## Morfologia
Tem uma envergadura de 4 a 6,5 cm. As asas são brancas, com extremidades negras na parte anterior das mesmas em ambos os sexos. As fêmeas apresentam duas marcas negras, redondas na parte anterior das asas. A parte inferior das asas é esverdeada de cor muito clara, o que facilita a camuflagem quando estas borboletas se encontram em repouso. As marcas negras são geralmente mais escuras nos indivíduos nascidos no Verão.

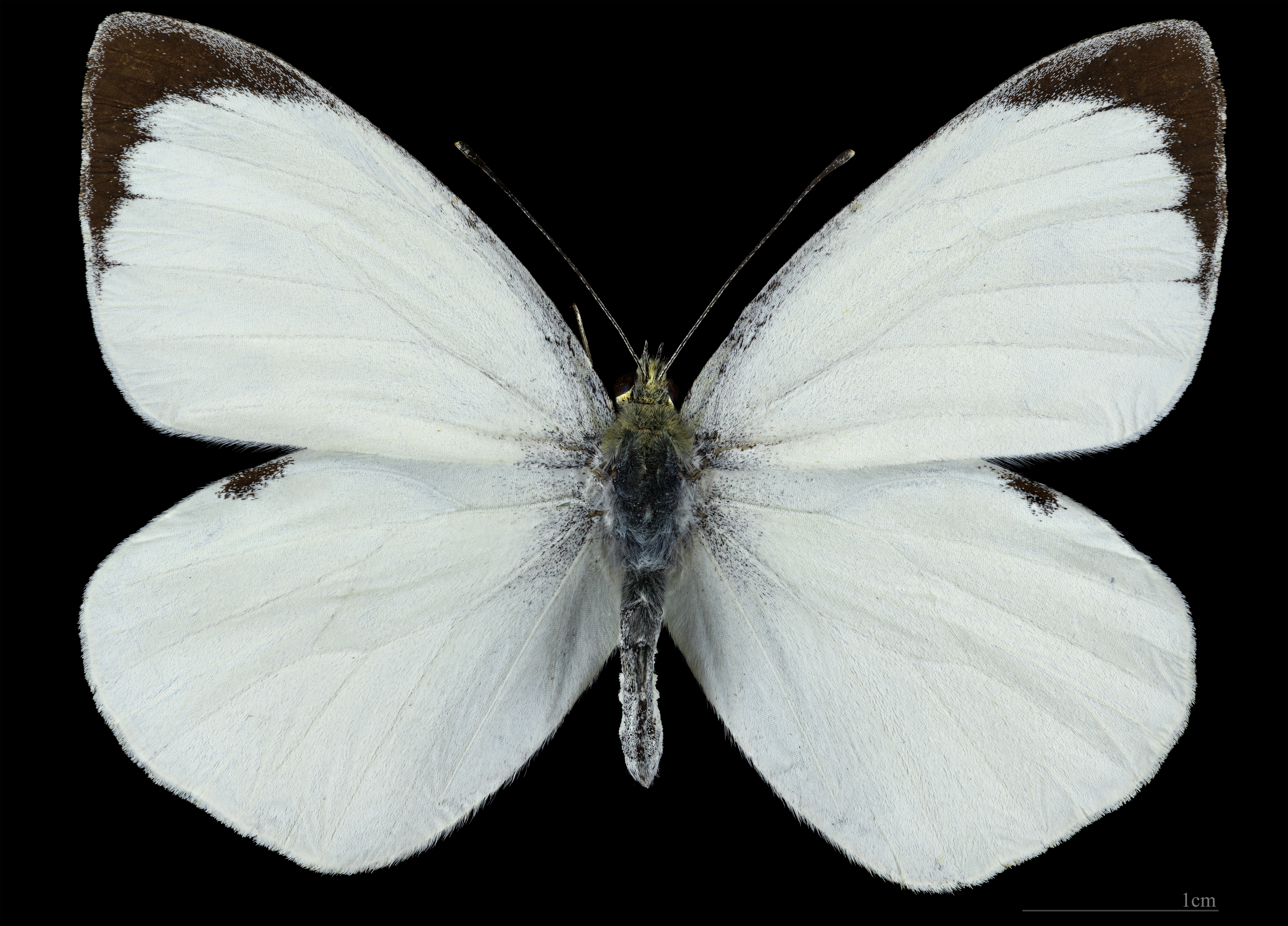
Pieris brassicae ♂
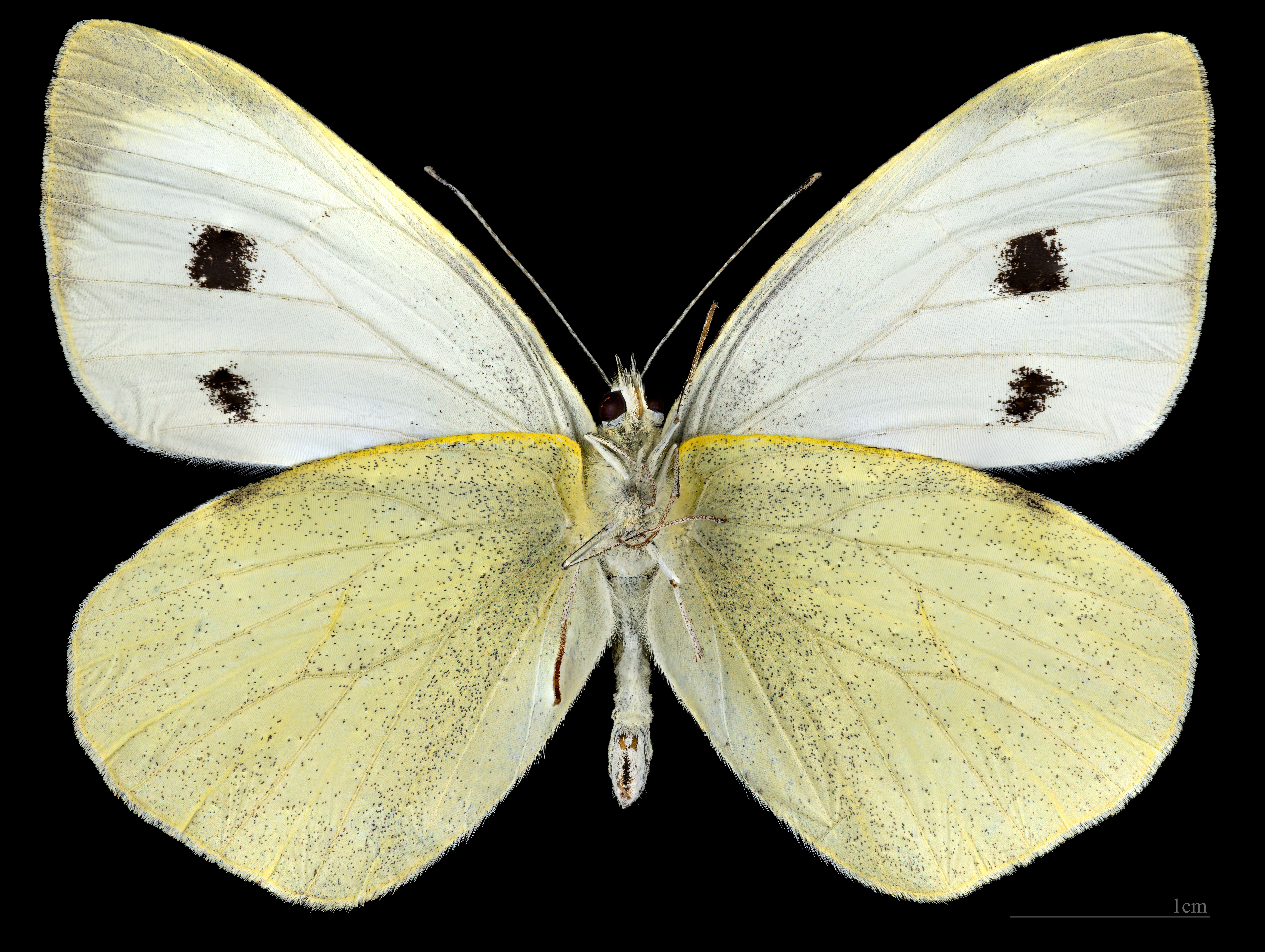
Pieris brassicae ♂  △
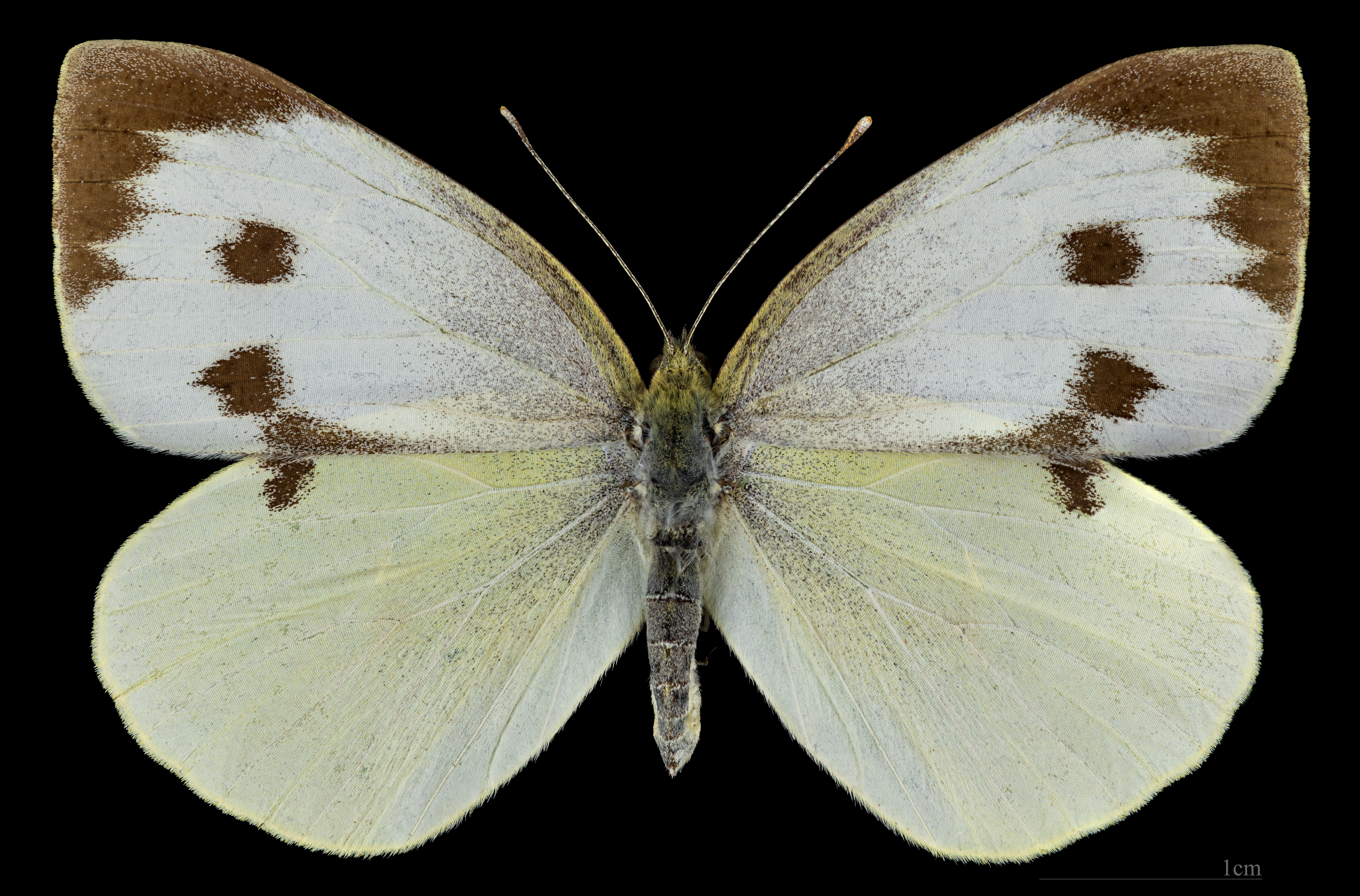
Pieris brassicae ♀
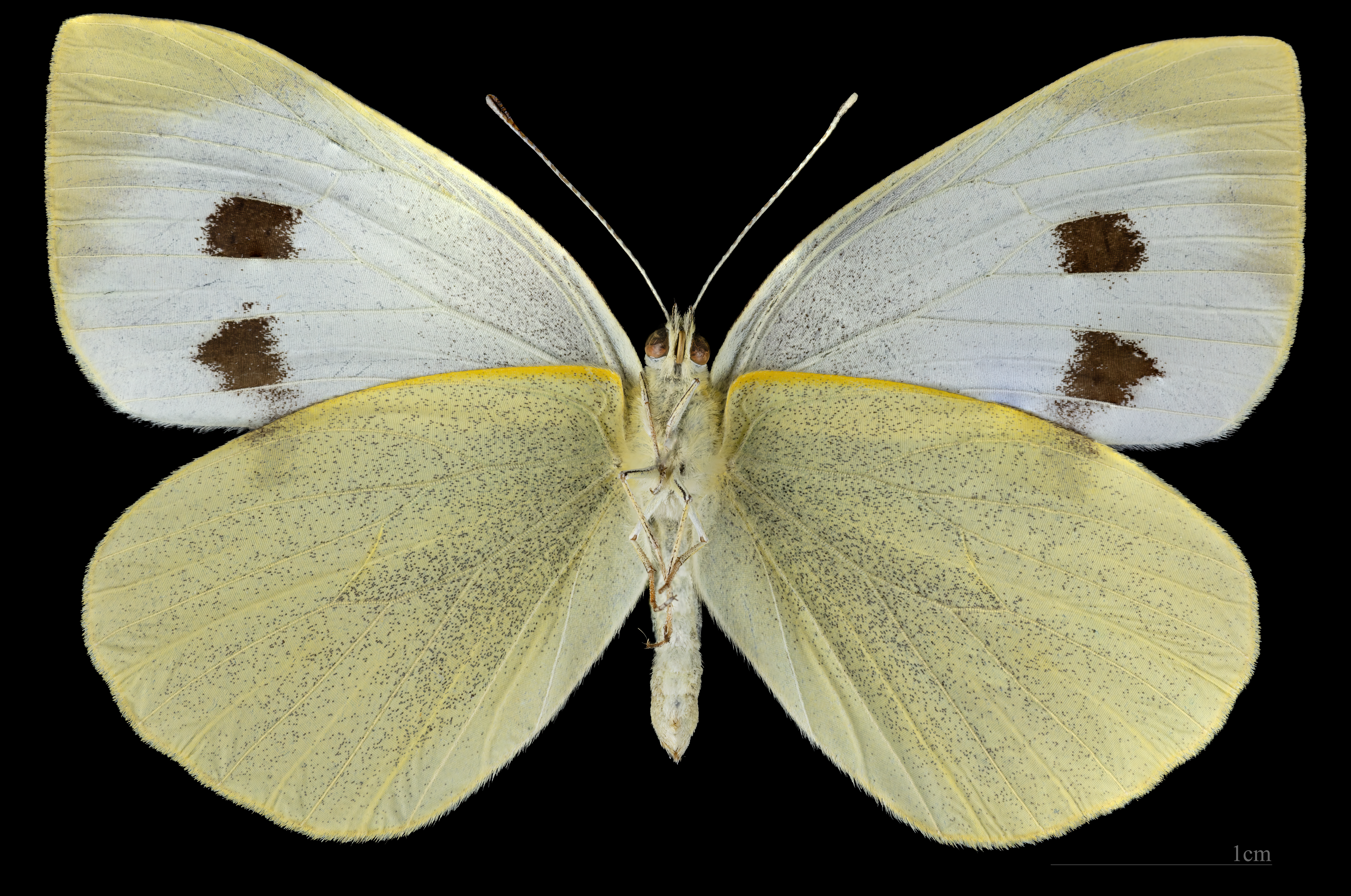
Pieris brassicae  ♀ △

## Ciclo de vida
A fêmea faz uma postura total de cerca de 600 ovos repartidos em vários grupos de 20 a 100 ovos de cor amarela em plantas da família da couve (brássicas). As larvas eclodem passados 4 a 17 dias dependendo da temperatura.  Geralmente parecem apresentar uma preferência por variedades de Brassica oleracea. As lagartas são verde amareladas com linhas amarelas e pontos negros ao longo do corpo. Protegem-se dos seus predadores obtendo um desagradável óleo de mustarda das plantas de que se alimentam o que as torna pouco apeteciveis. No entanto um grande número parece ser vítima de uma vespa parasita (Apanteles glomeratus). A crisálida é também verde amarelada com pontos negros. Passam o inverno em estado de crisálida.
São consideradas uma peste pelos agricultores que se dedicam à cultura das várias espécies de brássicas. Que são consideradas larvas comilonas porque devorem todo o tipo de folhas.

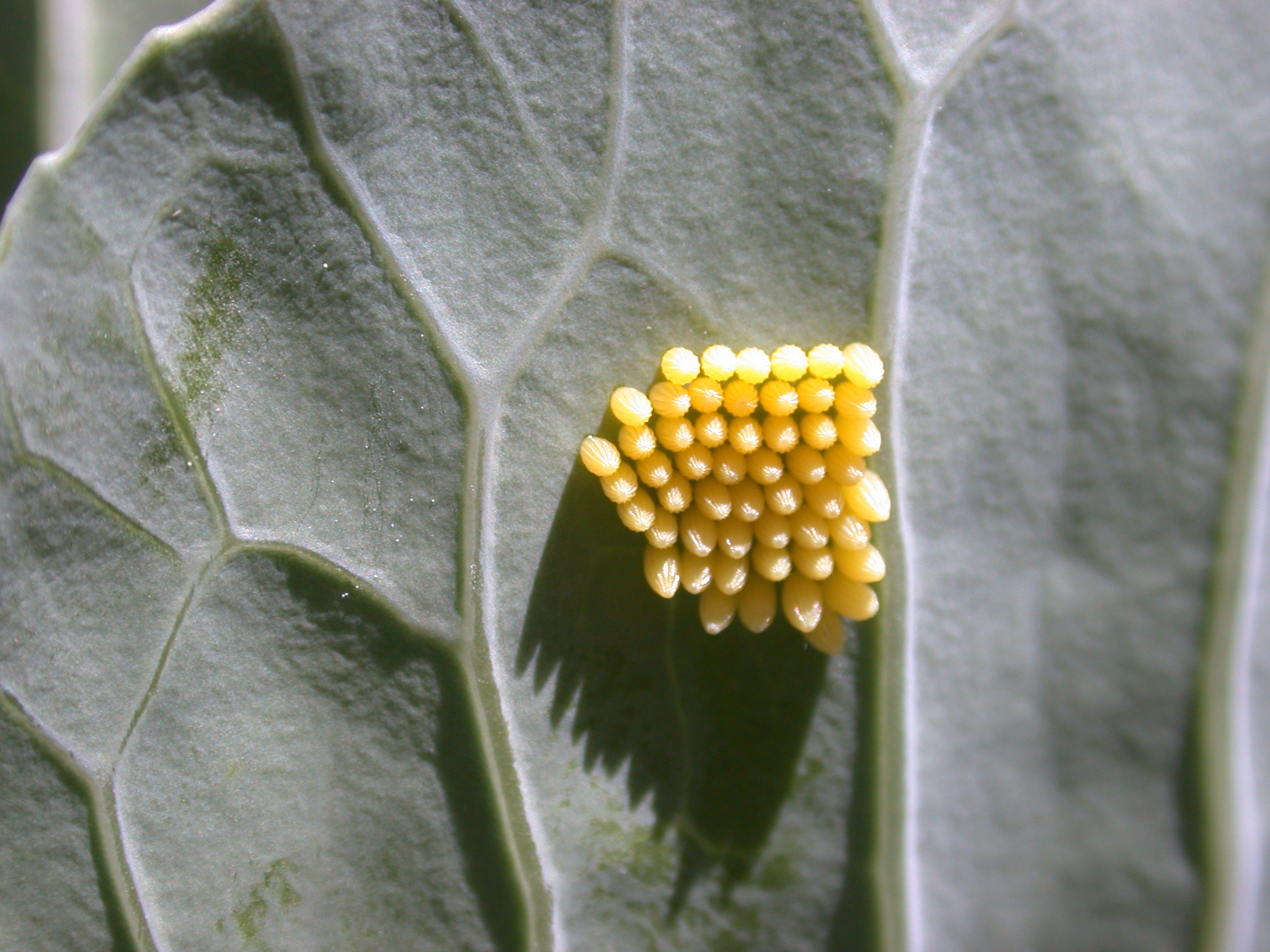
Posta de ovos sobre couve. Março 2016 Estepona, Espanha
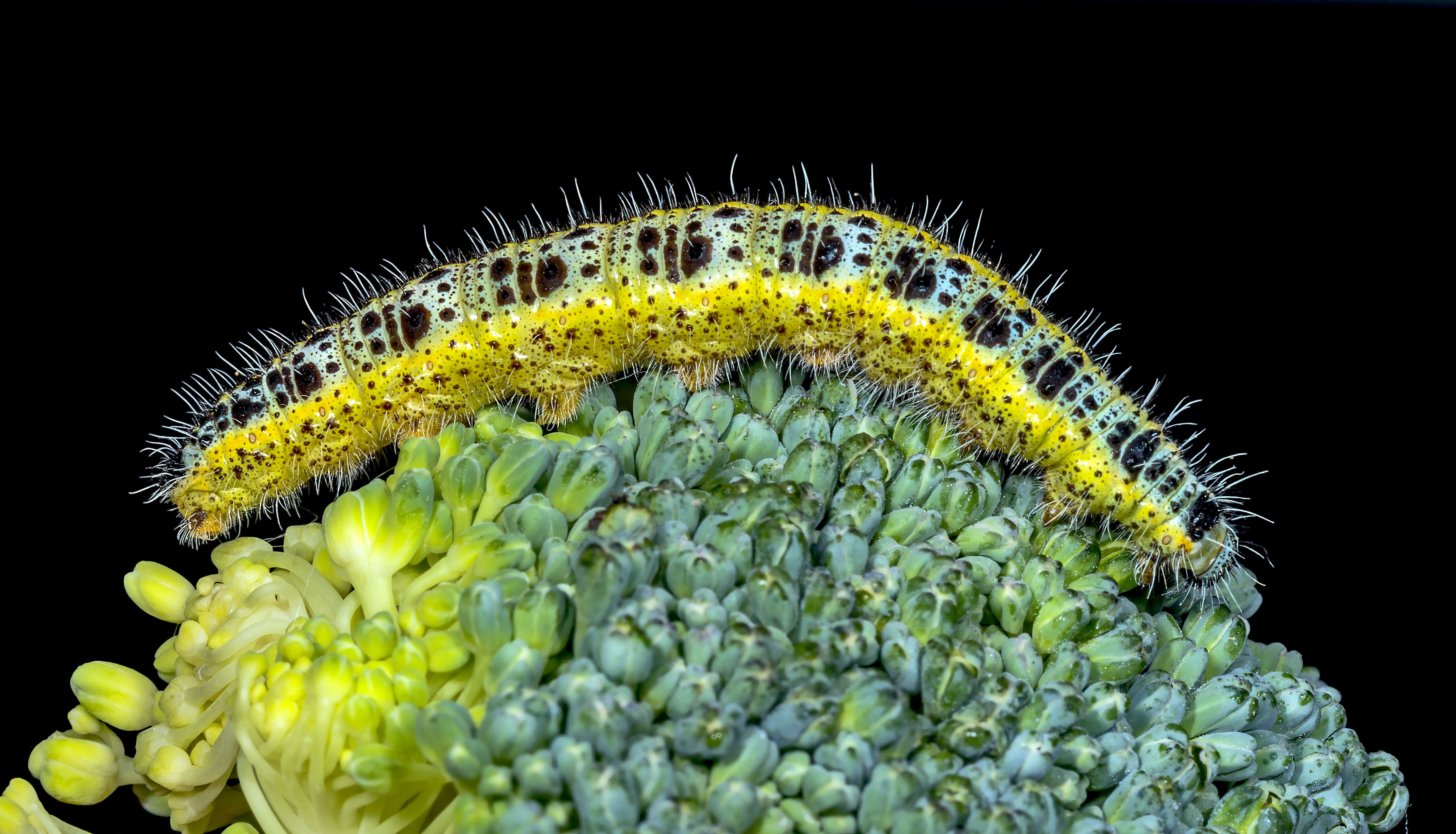
Lagarta da couve
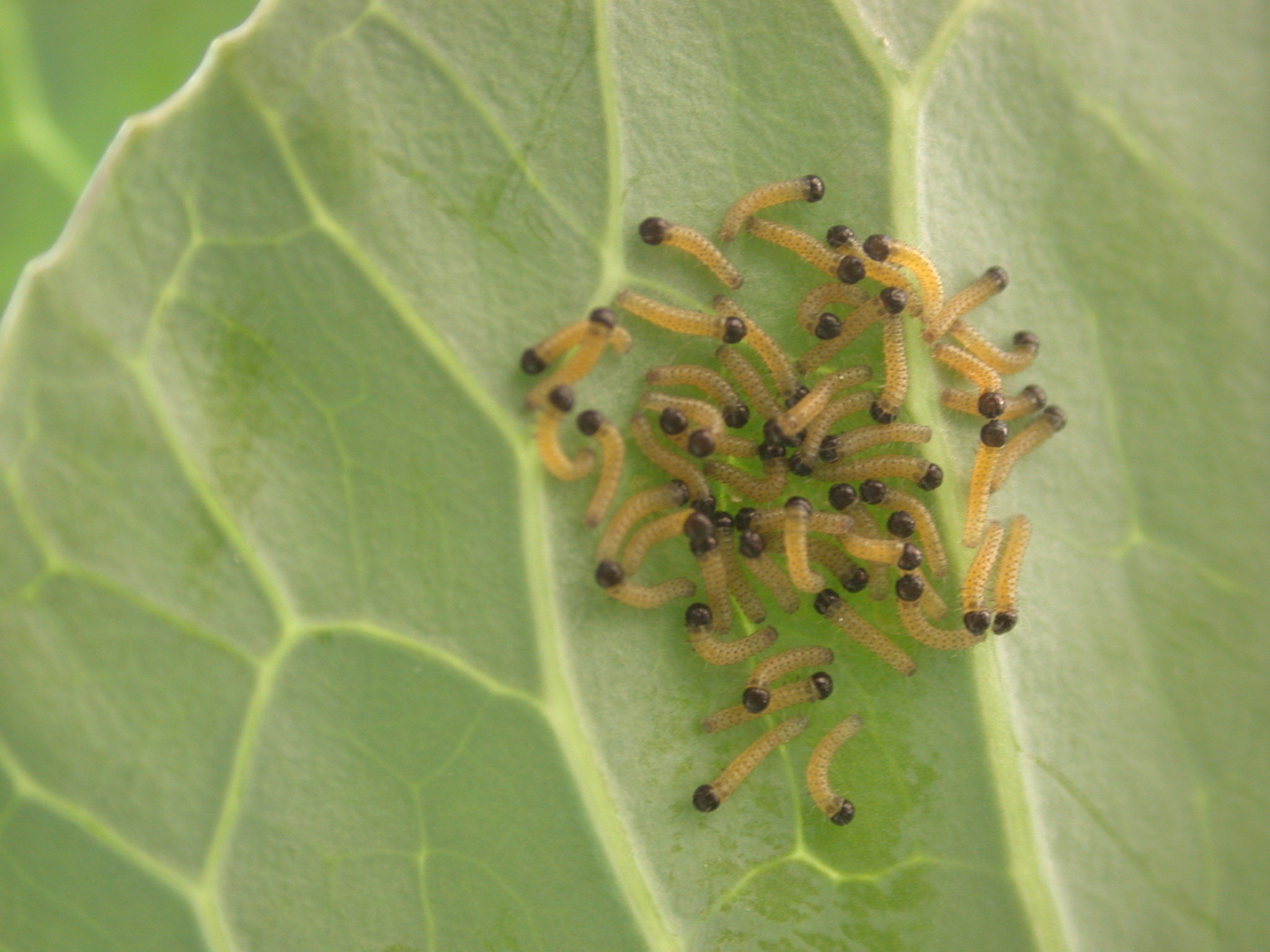
Lagartas da couve com um dia de vida. Março 2016 Estepona, Espanh
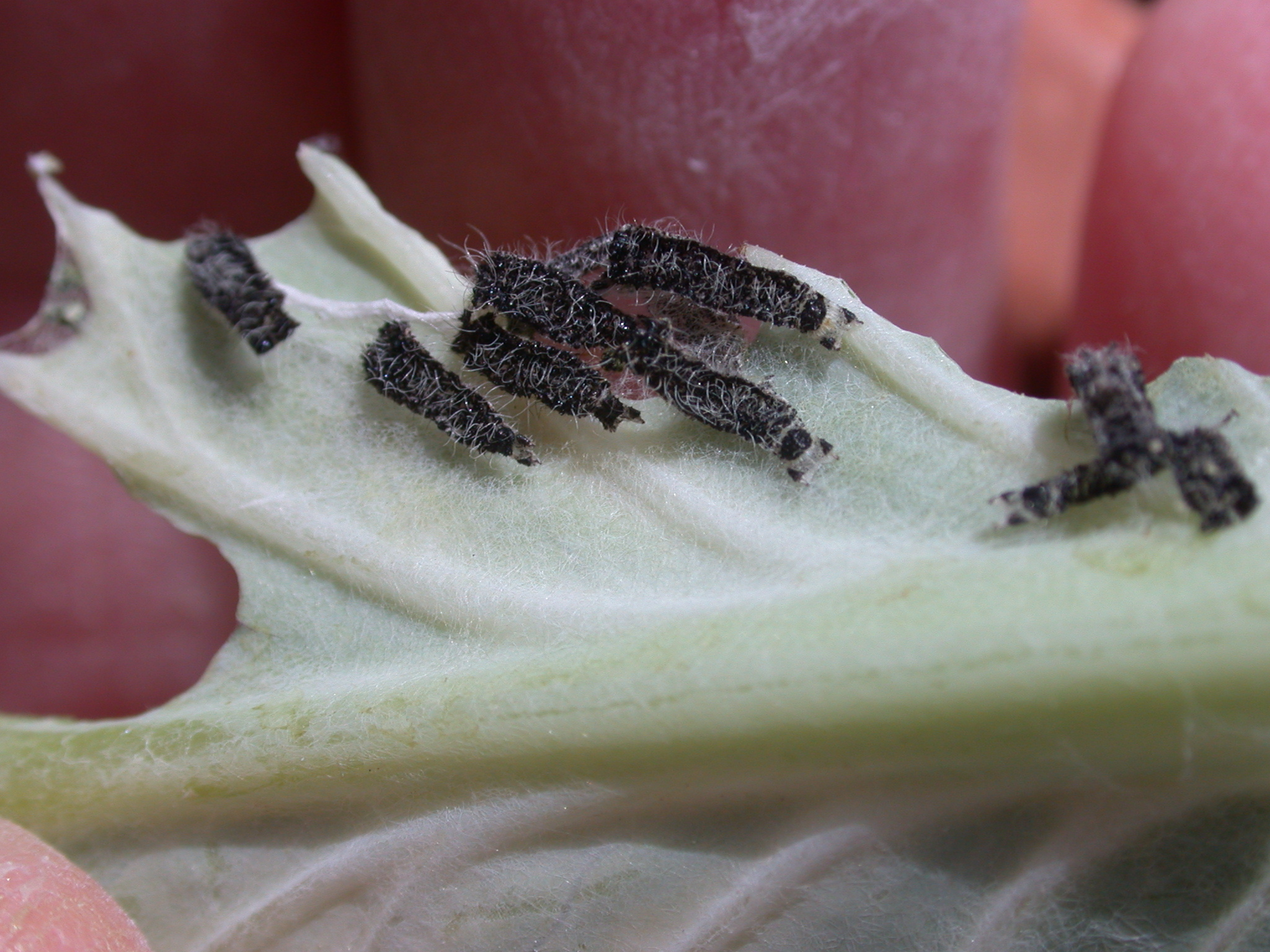
Segunda muda ou pele da lagarta da couve.